# فرانسواز لورو
فرانسواز لورو (بالفرنسية: Françoise Leroux)‏ هي منافسة ألعاب القوى فرنسية، ولدت في 4 أكتوبر 1961 في ليموج في فرنسا.

## وصلات خارجية
- فرانسواز لورو على موقع الاتحاد الدولي لألعاب القوى (الإنجليزية)
- فرانسواز لورو على موقع الاتحاد الفرنسي لألعاب القوى (الفرنسية)
- فرانسواز لورو على موقع اللجنة الأولمبية الدولية (الإنجليزية)
- فرانسواز لورو على موقع أوليمبيديا (الإنجليزية)